# USS LST-388
O USS LST-388 foi um navio de guerra norte-americano da classe LST que operou durante a Segunda Guerra Mundial.